# Corydalis bosbutooensis
Corydalis bosbutooensis är en vallmoväxtart som beskrevs av Lazkov. Corydalis bosbutooensis ingår i släktet nunneörter, och familjen vallmoväxter. Inga underarter finns listade i Catalogue of Life.